# Suspil'ne Radio Kul'tura
Suspil'ne Radio Kul'tura (in ucraino Суспільне Радіо Культура?, in italiano Radio Cultura), nota più semplicemente come Radio Kul'tura o anche come UR-3, è la terza emittente radio di Radio Ucraina, a sua volta parte di Suspil'ne. La stazione trasmette un format culturale ed educativo, offrendo programmi relativi ad argomenti quali teatro, letteratura, musica classica, istruzione e scienza, storia, arti visive, architettura, tradizioni, ecc.

## Storia

Logo dal 2017 al 2022

Radio Kul'tura ha avviato le trasmissioni il 1° gennaio 2003, con un palinsesto composto da notiziari, attualità, programmi scientifici e culturali, artistici ed educativi, rivolti al grande pubblico. La stazione trasmette quotidianamente archivi tratti dalle collezioni di Radio Ucraina, nonché anteprime di radiodrammi prodotti dalla redazione del teatro radiofonico. Ha anche un vasto repertorio musicale: musica religiosa, "classici eterni", musica sinfonica e canzoni popolari.
Radio Ucraina, per il tramite di Radio Kul'tura, è uno dei partecipanti più attivi ad Euroradio, il programma di scambio dell'unione europea di radiodiffusione. Nell'ambito di questo programma, le registrazioni di Radio Ucraina, comprese quelle dell'orchestra sinfonica radiofonica ucraina, nel 2019 sono state trasmesse più di 300 volte nelle stazioni radio pubbliche di tutto il mondo.
Dal 2017, Radio Kul'tura ha rilanciato il concetto di radiodramma in Ucraina. Nel 2018 ha organizzato il concorso "UA/UK Radio Drama" in collaborazione con il British Council e l'arsenale Mystec'kyj.
Con la creazione della nuova emittente Suspil'na nel 2017, Radio Kul'tura ha lanciato 21 nuovi programmi. L'attuale logo è stato adottato nel maggio del 2022, ereditando il viola nel semicerchio dal suo predecessore.